# Peter Windt
Peter Windt, né le 3 mai 1973 à Veendam, est un joueur néerlandais de hockey sur gazon.

## Palmarès
- Médaille d'or aux Jeux olympiques de Sydney en 2000[1]